# تيفوان
تيفوان هي مدينة سينيغالية عريقة، تبعد عن العاصمة داكار ب 90 كلم شمالا. تحوي المدينة 39.766 نسمة (رسمي 2007) وتنتمي إلى جهة تييس الإدارية. وتمثل معقل التجمع السنوي للتيجانيين بمناسبة المولد النبوي.

## أعلام
- براء مامادو ندياي
- باتريك باومان
- فاتو ندياي سو
- إبراهيما فال